# ساكن طبيق

تعديل مصدري - تعديل

ساكن طبيق هي إحدى قرى عزلة جعار بمديرية خنفر التابعة لمحافظة أبين، بلغ تعداد سكانها 261 نسمة حسب تعداد اليمن لعام 2004.